# Powiat Tokachi
Powiat Tokachi (jap. 十勝郡 Tokachi-gun) – powiat w Japonii, w prefekturze Hokkaido, w podprefekturze Tokachi. W 2024 roku liczył 4055 mieszkańców.

## Miejscowości
- Urahoro